# Chloroclystis muscosa
Chloroclystis muscosa är en fjärilsart som beskrevs av W. Warren 1902. Chloroclystis muscosa ingår i släktet Chloroclystis och familjen mätare. Inga underarter finns listade i Catalogue of Life.